# Har Ha'Ari
Har Ha'Ari (hebreiska: Har Ha’Ari, הר הארי) är ett berg i Israel.   Det ligger i distriktet Norra distriktet, i den norra delen av landet. Toppen på Har Ha'Ari är 1 026 meter över havet. Har Ha'Ari ingår i Haré Meron.
Terrängen runt Har Ha'Ari är huvudsakligen lite bergig.Runt Har Ha'Ari är det tätbefolkat, med 511 invånare per kvadratkilometer. Närmaste större samhälle är Karmi'el, 7,6 km sydväst om Har Ha'Ari. 